# Josef Šilhavý
Josef Šilhavý (* 13. června 1946 Petrovice u Měčína[zdroj?]) je český trenér, bývalý československý atlet, diskař a olympionik.
Československo reprezentoval na letních olympijských hrách 1976 v Montréalu, kde se umístil na 13. místě, tehdy byl v klubu TJ Vítkovice Ostrava.
Jeho manželka Zdeňka Šilhavá, mistryně republiky, reprezentovala třikrát Československo na Letních olympijských hrách, spolu mají syna Josefa. Dále má syna Michala a syna Petra
V roce 1980 byl trenérem své manželky (tehdy ještě Bartoňové) na olympijských hrách 1980 v Moskvě, kde skončila ve finále 10. v hodu koulí a 11. v hodu diskem.
V současné době se věnuje trénování v Centru sportu Ministerstva vnitra svěřenců Marka Bárty, Tomáše Voňavky, Lenky Matouškové, Jiřího Sýkory a dalších.

## Osobní rekord
- 64,90 m z roku 1975 v Nitře